# Јукаја (Орегон)
Јукаја (енгл. Ukiah) град је у америчкој савезној држави Орегон.

## Демографија
По попису из 2010. године број становника је 186, што је 69 (-27,1%) становника мање него 2000. године.
| Група             | 2000.       | 2010.       |
| Белци             | 241 (94,5%) | 163 (87,6%) |
| Афроамериканци    | 0 (0,0%)    | 0 (0,0%)    |
| Азијати           | 7 (2,7%)    | 6 (3,2%)    |
| Хиспаноамериканци | 4 (1,6%)    | 8 (4,3%)    |
| Укупно            | 255         | 186         |